# Xavier Hufkens
Xavier Hufkens is een Belgische kunstgalerie voor hedendaagse kunst in Brussel.
De galerie werd in 1987 opgericht door Xavier Hufkens, lid van het adellijk geslacht Hufkens, nabij het Zuid-Station in Brussel. In 1992 verhuisde de galerie naar een herenhuis in Elsene, gerenoveerd door architecten Robbrecht & Daem en Marie-José Van Hee. In 2013 opende een tweede ruimte in dezelfde straat waar voornamelijk jonge en experimentele kunstenaars getoond worden.
Onder anderen schilders als Daniel Buren en Tracey Emin, fotografen als Adam Fuss en Jack Pierson, en beeldhouwers zoals Antony Gormley, Jan Vercruysse en Sterling Ruby toonden werk in de galerij. Naast het werk van hedendaagse kunstenaars vertegenwoordigt de galerij ook de nalatenschap van Robert Mapplethorpe, Louise Bourgeois, Alice Neel en Willem de Kooning.
De galerie is vaak vertegenwoordigd op grote internationale kunstbeurzen, zoals op Art Basel.